# Amulet
Amulet es un área no incorporada a la comunidad en Norton No. 69, Saskatchewan, Canadá. Se formó como pueblo hasta el 1 de enero de 1965. La comunidad tiene una población de 33 personas.
El pueblo fue formalmente fundado en 1911 cuando la estación de trenes fue construida en 1910. Una oficina postal, una tienda general y dos elevadores de granos también fueron construidos en 1910 pero todos fueron cerrados en 1973. Una escuela fue construida también en 1910 y se amplió en 1919 pero fue cerrada en 1961. St. Boniface, Iglesia Anglicana de Canadá fue construida en 1916 pero se movió a Weyburn Heritage Village en 1990

## Historia
Antes del 1 de enero de 1965, Amulet fue incorporado como un pueblo y reconstruido como una comunidad no incorporada bajo la jurisdicción del municipio rural de Norton en esa misma fecha.

## Clima
| Parámetros climáticos promedio de Amulet, Saskatchewan | Parámetros climáticos promedio de Amulet, Saskatchewan | Parámetros climáticos promedio de Amulet, Saskatchewan | Parámetros climáticos promedio de Amulet, Saskatchewan | Parámetros climáticos promedio de Amulet, Saskatchewan | Parámetros climáticos promedio de Amulet, Saskatchewan | Parámetros climáticos promedio de Amulet, Saskatchewan | Parámetros climáticos promedio de Amulet, Saskatchewan | Parámetros climáticos promedio de Amulet, Saskatchewan | Parámetros climáticos promedio de Amulet, Saskatchewan | Parámetros climáticos promedio de Amulet, Saskatchewan | Parámetros climáticos promedio de Amulet, Saskatchewan | Parámetros climáticos promedio de Amulet, Saskatchewan | Parámetros climáticos promedio de Amulet, Saskatchewan |
| Mes                                                    | Ene.                                                   | Feb.                                                   | Mar.                                                   | Abr.                                                   | May.                                                   | Jun.                                                   | Jul.                                                   | Ago.                                                   | Sep.                                                   | Oct.                                                   | Nov.                                                   | Dic.                                                   | Anual                                                  |
| ------------------------------------------------------ | ------------------------------------------------------ | ------------------------------------------------------ | ------------------------------------------------------ | ------------------------------------------------------ | ------------------------------------------------------ | ------------------------------------------------------ | ------------------------------------------------------ | ------------------------------------------------------ | ------------------------------------------------------ | ------------------------------------------------------ | ------------------------------------------------------ | ------------------------------------------------------ | ------------------------------------------------------ |
| Temp. máx. abs. (°C)                                   | 11                                                     | 16.5                                                   | 22.2                                                   | 32                                                     | 38                                                     | 40                                                     | 40                                                     | 39                                                     | 37                                                     | 33                                                     | 23                                                     | 14.5                                                   | 40                                                     |
| Temp. máx. media (°C)                                  | -8.9                                                   | -5                                                     | 1.5                                                    | 11.1                                                   | 18.4                                                   | 23.1                                                   | 25.8                                                   | 25.7                                                   | 18.9                                                   | 11.7                                                   | 0.5                                                    | -6.3                                                   | 9.7                                                    |
| Temp. mín. media (°C)                                  | -19.1                                                  | -14.9                                                  | -8.9                                                   | -1.6                                                   | 4.9                                                    | 9.7                                                    | 11.9                                                   | 11                                                     | 5.2                                                    | -0.8                                                   | -9.1                                                   | -16.2                                                  | -2.3                                                   |
| Temp. mín. abs. (°C)                                   | -39.4                                                  | -40                                                    | -35                                                    | -25                                                    | -8.5                                                   | -1.5                                                   | 3.3                                                    | -1.5                                                   | -9                                                     | -21                                                    | -32                                                    | -42                                                    | -42                                                    |
| Precipitación total (mm)                               | 25.1                                                   | 19.9                                                   | 29.6                                                   | 30.5                                                   | 61.3                                                   | 68.3                                                   | 61                                                     | 43.5                                                   | 35.1                                                   | 21.9                                                   | 17.8                                                   | 24.8                                                   | 438.8                                                  |
| Nevadas (cm)                                           | 24.9                                                   | 19.3                                                   | 26                                                     | 11.7                                                   | 6.8                                                    | 0.1                                                    | 0                                                      | 0                                                      | 1.1                                                    | 6.7                                                    | 16.9                                                   | 24.3                                                   | 137.8                                                  |
| Fuente: Environment Canada                             |                                                        |                                                        |                                                        |                                                        |                                                        |                                                        |                                                        |                                                        |                                                        |                                                        |                                                        |                                                        |                                                        |